# Hekataios von Kardia
Hekataios (altgriechisch Ἑκαταῖος; † zwischen 323 und 309 v. Chr.) war ein Tyrann der Polis Kardia auf der thrakischen Chersonesos (heute: Gallipoli) im 4. Jahrhundert v. Chr.
Hekataios herrschte bereits zu Lebzeiten König Philipps II. von Makedonien über Kardia. Ob er schon im Jahr 342 v. Chr. herrschte, als sich Kardia dem Hoheitsanspruch Athens widersetzt hatte, ist unklar. Der Vater des jungen Eumenes hatte die Tyrannis zum Anlass genommen, wohl um 350 v. Chr., an den makedonischen Hof zu exilieren. Eumenes stieg dort als Sekretär in königlichen Diensten auf und wurde ein Vertrauter König Alexanders des Großen. Auf diesen hatte er vergeblich wegen einer Befreiung Kardias von der Tyrannei eingewirkt, wohl weil sich Hekataios als zuverlässiger Vasall gegenüber Alexander erwiesen hat. Vermutlich war er identisch mit jenem Hekataios, der 336 v. Chr. von Alexander nach Kleinasien entsandt wurde, um dessen Intimfeind Attalos auszuschalten, womit er seine Ergebenheit gegenüber dem neuen König bewiesen haben dürfte.
Hekataios lebte auch noch im Jahr von Alexanders Tod 323 v. Chr. Im Herbst dieses Jahres wurde er von Antipater nach Kleinasien entsandt, um den gerade dort weilenden General Leonnatos mit dessen Truppen nach Europa zu rufen, für den Kampf gegen Athen im Lamischen Krieg. Diesem überbrachte er bei dieser Gelegenheit auch das Heiratsangebot der Prinzessin Kleopatra. Der sich im Gefolge des Leonnatos aufhaltende Eumenes setzte sich darauf von diesem ab, trotz der Bitte, ihm nach Griechenland zu folgen, weil er befürchtete, dort von Antipater im Auftrag des Hekataios getötet zu werden.
Kardia wurde 309 v. Chr. von Lysimachos zerstört, spätestens zu dieser Zeit dürfte Hekataios bereits verstorben sein.